# Max Andrade
Max Andrade Duarte (Uberlândia, 19 de abril de 1991) é um quadrinista brasileiro.

## Biografia
Leitor de quadrinhos desde a infância por intermédio do pai, teve contato com títulos da Turma da Mônica, Disney, Marvel Comics e DC Comics, porém, após o lançamento do mangá Dragon Ball de Akira Toriyama em 2000 pela Conrad Editora, passou a se inspirar nos quadrinhos japoneses. Cursou dois anos da faculdade de Design, contudo, abandonou o curso ao perceber que não era direcionado a desenhos.
Em 2008, lançou a HQ Interhigh Fight em estilo mangá. Em junho de 2011, lançou a webcomic Tools Challenge, que logo depois teve versão impressa graça ao financiamento coletivo na Plataforma Catarse e republicada pela Editora Draco. Em 2012, venceu o concurso da revista Almanaque Ação Magazine da Lancaster Editorial com o one-shot PRÉ - O Drama da Escolinha! uma tentativa de criar uma antologia semelhante as revistas japonesas. Ao lado do roteirista Marcel Ibaldo, participou da revista Quadrante X.
Em 2015, a  dupla lançou de forma independente as obras Múltipla Escolha e em 2016, The Hype, esta última publicada através de financiamento coletivo e vencedora do 29º Troféu HQ Mix na categoria "melhor publicação independente edição única"  a dupla também publicou em parceria a HQ Erro de Cálculo, na antologia Imaginários em Quadrinhos nº4,
Também em 2016, foi um dos vencedores do concurso internacional Silent Manga Audition da editora japonesa Coamix Corp of Japan, dirigida por Nobuhiko Horie, ex-editor chefe das revistas Weekly Shonen Jump e Weekly Shonen Bunch. No Round EX1 ganhou seu maior prêmio, o Grand Prix Runner Up com o one-shot Lend a Hand. Ainda no mesmo ano, foi finalista no Round 05 com as obras Our Relation e Good Friends and True, o segundo em parceria com Leonardo Souza, e ganhou o SMAC! Editors Award no Round 06 com Wanna be a Legend!!!, que lhe incluiu no Master Class, tornando um autor publicado no mercado japonês e sendo convidado a viajar para o Japão.
Em 2017, foi um dos autores publicados na série Sketchbook Custom da Editora Criativo.  Ainda em 2017, participa do projeto "DON Brothers - Suor, Stress e Cafeína" no Catarse.me ao lado de Kaji Pato, Rafa Santos e Wagner Elias. Em 2018, participou de outra coletânea no Catarse chamada Basídio 2 com a história Vendedores de Quadros, escrita pelo seu irmão, Marcos Andrade.
Em junho de 2019, Max Andrade e a Editora Draco lançam o financiamento coletivo de Tools Challenge - Sayonara Bye Bye, com histórias escritas e desenhadas pelo próprio Max Andrade com participação de Jun Sugiyama, Eduardo Capelo, Kaji Pato, Ichirou, Rafa Santos, Eudetenis, Wagner Elias, Perobense, Felipe Dias, Heitor Amatsu, Fabiano Ferreira, João Mausson e João Eddie. Ainda em 2019, lançou uma campanha de financiamento de duas coletâneas: Mute Print e Puff no Piripaf, a primeira com oito histórias mudas contempladas no concurso Silent Manga Audition e a outra com webcomics publicadas originalmente no blog de mesmo nome. Em novembro de 2019, Max Andrade, Kaji Pato e Jun Sugiyama lançam o portal Noise Manga, com seus títulos: Tools Challenge (Max Andrade), Quack (Kaji Pato) e Japow! (Jun Sugiyama e Eduardo Capelo), disponibilizados no formato de webcomics.
Em outubro de 2020, lança o financiamento coletivo de Juquinha - O Solitário Acidente da Matéria, com uma webcomic publicada originalmente no Instagram durante o período de isolamento social como prevenção contra a COVID-19.
Em 2021, ilustrou Elemento Incomum, uma HQ publicada pela Valores Editorial sobre a tabela periódica, roteirizada por Richarde Guerra, cores de Kaji Pato e edição de Sidney Gusman.
Em junho de 2022, foi lançada a graphic novel Anjinho: Além, mais um volume da coleção Graphic MSP, dessa vez protagonizada pelo Anjinho, com roteiro e desenhos de Max Andrade e cores de Kaji Pato.. Ainda em 2022, o autor republicou seu quadrinho PRÉ - O Drama da Escolinha! pela editora Conrad em formato digital. No ano seguinte, a obra ganhou uma versão física dentro do novo selo HQ para Todos.

Em julho de 2023, no Anime Friends, a editora JBC anunciou que irá republicar o quadrinho Tools Challenge em uma nova edição dentro de seu selo Start!